# Chraplice
Chraplice (ukr. Храпличі) – dawna wieś na Ukrainie, w obwodzie lwowskim, w rejonie jaworowskim. Obecnie stanowi północną część wsi Chodnowice.
Do 1934 stanowiła gminę jednostkową w powiecie przemyskim, za II RP w woј. lwowskim. W 1934 w nowo utworzonej zbiorowej gminie Popowice. Tam utworzyły gromadę Chraplice składającą się z miejscowości Chraplice.
Podczas II wojny światowej w gminie Popowice w powiecie Przemysl w dystrykcie krakowskim (Generalne Gubernatorstwo). Liczyła wtedy 266 mieszkańców.
Po wojnie weszły w struktury administracyjne Związku Radzieckiego, gdzie w latach 1960. zostały włączone do Chodnowic.